# جوزيف هامبرغر
جوزيف هامبرغر (بالألمانية: Josef Hamberger)‏ (مواليد 20 يوليو 1930) هو ملاكم نمساوي، مثّل بلاده في الألعاب الأولمبية الصيفية 1952.

## روابط خارجية
جوزيف هامبرغر على موقع أوليمبيديا (الإنجليزية)